# Pseudoxyomus rubescens
Pseudoxyomus rubescens är en skalbaggsart som beskrevs av Rudolph Petrovitz 1962. Pseudoxyomus rubescens ingår i släktet Pseudoxyomus och familjen Aphodiidae. Inga underarter finns listade i Catalogue of Life.